# Artchar
Artchar, en bulgare Арчар, est un village de la région de Vidin en Bulgarie. Il se situe près du Danube, à l'embouchure d'une petite rivière aussi appelée Artchar. 
À l'époque romaine Ratiaria ou Ratsiaria était un port important sur le Danube qui au temps d'Aurélien devint  la capitale de la Dacie . Le village près du camp militaire romain a hérité le nom sous une forme déformée. Dans l'Empire ottoman il était appelé "Akchar". 
Zdravko Mihaylov († 1998)  est né à Artchar en 1944. Il fut le fondateur de l'Ensemble Vocal Bulgare et directeur de l'Ensemble de Chants Folkloriques de la Radio Nationale Bulgare puis du Chœur de femmes de Sofia et du célèbre chœur Le Mystère des voix bulgares,.